# Premjer liga KFS
Premjer liga Krymskogo futbolnogo sajuza (rusky: Премьер-лига Крымского футбольного союза nebo Чемпионат Республики Крым по футболу) je nejvyšší fotbalová ligová soutěž pořádaná na území Krymu. Pořádá ji Krymský fotbalový svaz. Liga byla založena v roce 2015 po vyloučení třech krymských klubů (FK TSK Simferopol, FK SKČF Sevastopol a PFK Žemčužina Jalta) z ruských soutěží na nátlak Unie evropských fotbalových asociací (UEFA). Před zahájením premiérového ročníku byl sehrán Všekrymský kvalifikační turnaj, který vyhrál tým FK SKČF Sevastopol.

## Složení ligy v ročníku 2016/17
| Klub                        | Město        | Stadión                                       | Kapacita |
| --------------------------- | ------------ | --------------------------------------------- | -------- |
| FK Bachčisaraj              | Bachčisaraj  | Stadion Družba                                | 4 500    |
| FK Kafa Feodosija           | Feodosija    | Centralnyj gorodskoj stadion im. V. Šajderova | 2 000    |
| FK Krymteplica Molodjožnoje | Molodjožnoje | KT Sport Arena                                | 3 000    |
| SK Rubin Jalta              | Jalta        | Stadion Avangard                              | 7 000    |
| FK Jevpatorija              | Jevpatorija  | Arena-Krym                                    | 2 000    |
| FK Okean Kerč               | Kerč         | Stadion 50-letija Oktjabrja                   | 10 000   |
| FK SKČF Sevastopol          | Sevastopol   | SKC-Arena                                     | 5 644    |
| FK TSK Simferopol           | Simferopol   | Stadion Lokomotiv                             | 19 978   |

## Nejlepší kluby v historii - podle počtu titulů
| Vítězové nejvyšší ligové soutěže |        |                 |
| Klub                             | Tituly | Vítězné ročníky |
| FK TSK Simferopol                | 1      | 2016            |

## Vítězové jednotlivých ročníků
| Premjer liga KFS (2015 – 2016) |                       |                    |                |
| Ročník                         | Mistr                 | 2. místo           | 3. místo       |
| 2015 – 2016                    | FK TSK Simferopol (1) | FK SKČF Sevastopol | FK Bachčisaraj |